# Chiffon

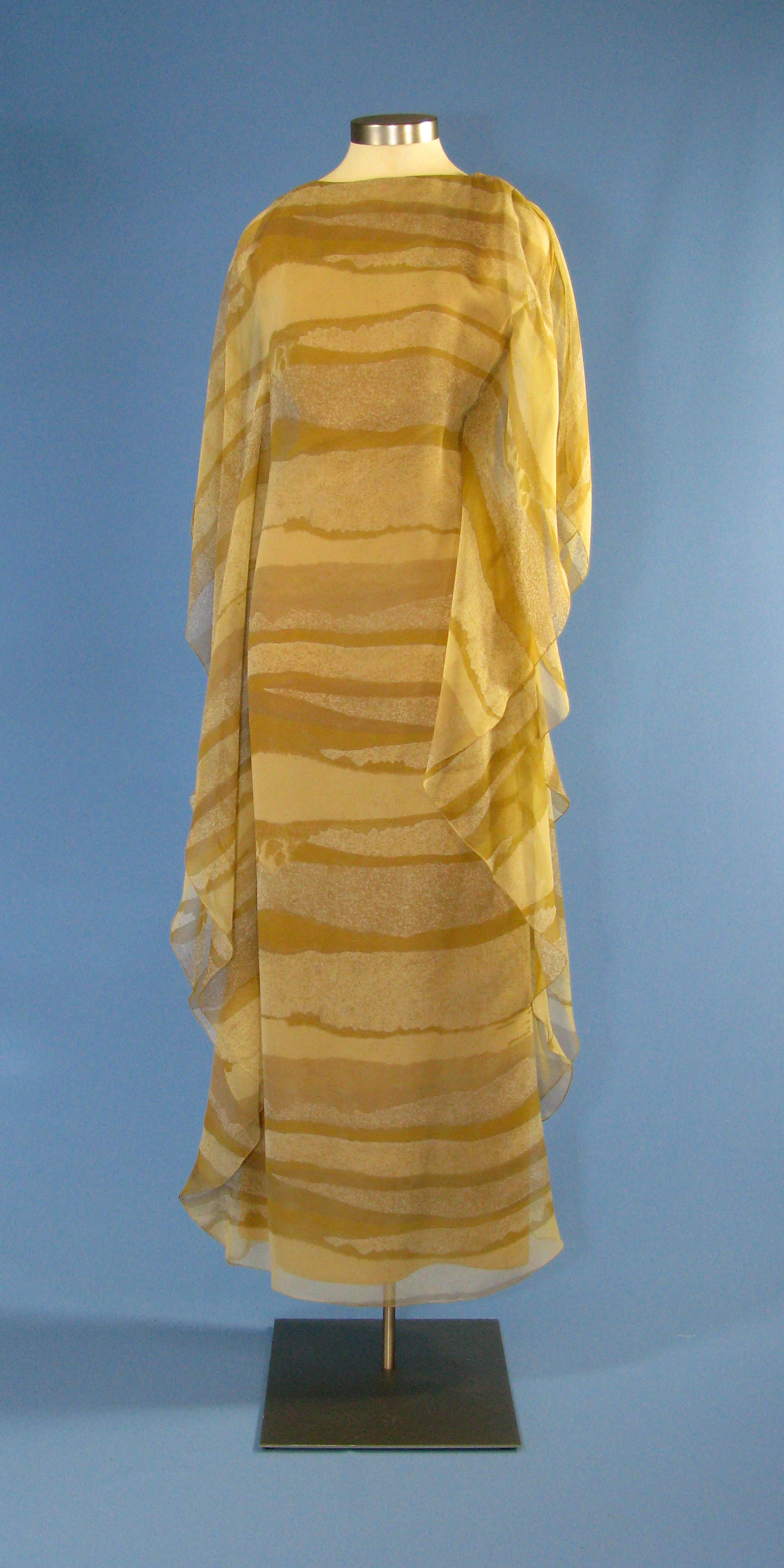
Een gewaad van chiffon van de Amerikaanse presidentsvrouw Betty Ford, ontworpen door Albert Capraro. Het gewaad heeft twee lagen.

Chiffon is een lichtgewicht textiel, geweven in platte binding, traditioneel gemaakt van gesponnen zijde. De draaiing van het garen veroorzaakt lichte plooien in de stof waardoor het enigszins elastisch is en ook iets ruw aanvoelt.
De naam van het weefsel komt uit het Frans, waar het crêpe chiffon genoemd wordt. Chiffon betekent ‘oud vod, of verfrommeld stuk stof of papier.

## Materiaal
Oorspronkelijk werd chiffon gemaakt van zijde. In 1938 werd een nylon versie van chiffon uitgevonden. In 1958 ontwikkelde men een polyester chiffon, dat immens populair werd vanwege zijn sterkte en lage kosten. Deze goedkopere versies krijgen allerlei toepassingen, zoals bekleding van een wieg of voor gordijnen.
Onder een vergrootglas lijkt chiffon op fijn gaas. De stof is dan ook transparant.
Chiffon is zo dun en soepel dat een doek van 50 × 50 cm verfrommeld in een vuist past.

## Toepassingen
Chiffon wordt het meest gebruikt in avondkleding, vooral over een jurk heen, waardoor een elegante uitstraling wordt bereikt. Het materiaal wordt ook gebruikt voor blouses, linten, sjaals en lingerie. 
Chiffon wordt ook veel gebruikt in dansvoorstellingen, omdat de stof door het lage gewicht en hoge luchtweerstand zacht en langzaam op de grond kan vallen, bijvoorbeeld als een lap in de lucht wordt gegooid.

## Verwerking
Net als andere crêpes kan chiffon moeilijk zijn om mee te werken omdat het erg dun is en snel verschuift bij het naaien. De dunne stof leent zich zeer goed om te rimpelen.
Vanwege de delicate aard moet chiffon heel voorzichtig met de hand worden gewassen.
Omdat chiffon een lichtgewicht stof is die gemakkelijk rafelt, moeten gebonden of Engelse naden worden gemaakt om te voorkomen dat de stof gaat rafelen. Chiffon is gladder en glanzender dan de vergelijkbare stof Georgette.